# Lijst van afleveringen van 30 Rock
Dit is een lijst van afleveringen van de Amerikaanse televisieserie 30 Rock. De serie telt zes seizoenen. Het zevende seizoen start naar verwacht in oktober 2012.

## Overzicht
| Seizoen | Aantal afleveringen | Uitgezonden Verenigde Staten    |  |
| ------- | ------------------- | ------------------------------- |  |
| 1       | 21                  | 11 oktober 2006 – 26 april 2007 |  |
| 2       | 15                  | 4 oktober 2007 – 8 mei 2008     |  |
| 3       | 22                  | 30 oktober 2008 – 14 mei 2009   |  |
| 4       | 22                  | 15 oktober 2009 – 20 mei 2010   |  |
| 5       | 23                  | 23 september 2010 – 5 mei 2011  |  |
| 6       | 22                  | 12 januari 2012 – 17 mei 2012   |  |
| 7       | 13                  | 4 oktober 2012 – ...            |  |

## Seizoen 1 (2006-2007)
| Nr. | Titel                   | Schrijver(s)                   | Regisseur          | Uitzenddatum     |  |
| --- | ----------------------- | ------------------------------ | ------------------ | ---------------- |  |
| 1 (1-01) | Pilot                   | Tina Fey                       | Adam Bernstein     | 11 oktober 2006  |  |
| Liz Lemon is de hoofdschrijfster voor The Girlie Show, een live sketchshow op NBC. Wanneer ze terugkomen uit vakantie, blijkt het netwerk een nieuwe baas te hebben aangesteld, de neurotische Jack Donaghy. Hij wil een nieuw doelpubliek aanspreken en wil hiervoor Tracy Jordan toevoegen aan de bestaande ploeg. |                         |                                |                    |                  |  |
| 2 (1-02) | The Aftermath           | Tina Fey                       | Adam Bernstein     | 18 oktober 2006  |  |
| Nu Jack Donaghy filmster Tracy Jordan heeft aangenomen, staan Jenna en de andere acteurs niet meer in de schijnwerpers en dat wekt wrevel op. Tracy probeert de gemoederen te bedaren door hen allemaal uit te nodigen op zijn jacht.                                                                                |                         |                                |                    |                  |  |
| 3 (1-03) | Blind Date              | John Riggi                     | Adam Bernstein     | 25 oktober 2006  |  |
| Jack organiseert een blind date voor Liz. Kenneth toont zich ondertussen een begenadigd pokerspeler. |                         |                                |                    |                  |  |
| 4 (1-04) | Jack the Writer         | Robert Carlock                 | Gail Mancuso       | 1 november 2006  |  |
| Jack komt zich moeien met het schrijversteam van TGS. feat Tracy Jordan en werkt hiermee iedereen op de zenuwen. |                         |                                |                    |                  |  |
| 5 (1-05) | Jack-Tor                | Robert Carlock                 | Don Scardino       | 16 november 2006 |  |
| Liz wordt verplicht door Jack om sluikreclame te maken voor General Electric in de show. Liz probeert dan om Jack zelf een rol te geven in de show. |                         |                                |                    |                  |  |
| 6 (1-06) | Jack Meets Dennis       | Jack Burditt                   | Juan J. Campanella | 30 november 2006 |  |
| Liz besluit om haar relatie met Dennis Duffy terug een kans te geven. Jack probeert haar op andere gedachten te brengen. Jenna probeert ondertussen haarzelf jonger voor te doen dan ze eigenlijk is en Tracy is beledigd wanneer iemand hem 'normaal' noemt.                                                        |                         |                                |                    |                  |  |
| 7 (1-07) | Tracy Does Conan        | Tina Fey                       | Adam Bernstein     | 7 december 2006  |  |
| Jenna is uitgenodigd als gast in Late Night with Conan O'Brien. Maar Jack krijgt het zo geregeld dat niet zij maar Tracy gaat in haar plaats, tot haar grote frustratie. Maar Tracy weigert ondertussen zijn medicijnen te nemen en de situatie wordt penibel.                                                       |                         |                                |                    |                  |  |
| 8 (1-08) | The Break-Up            | Dave Finkel & Brett Baer       | Scott Ellis        | 14 december 2006 |  |
| Liz verbreekt haar relatie met Dennis en gaat met Jenna op mannenjacht, maar dat is makkelijker gezegd dan gedaan. Tracy en Toofer krijgen ondertussen ruzie. |                         |                                |                    |                  |  |
| 9 (1-09) | The Baby Show           | Jack Burditt                   | Michael Engler     | 4 januari 2007   |  |
| Cerie kondigt haar verloving aan. Dat doet Liz haar eigen liefdesleven evalueren. Jack krijgt bezoek van zijn moeder (Elaine Stritch). |                         |                                |                    |                  |  |
| 10 (1-10) | The Rural Juror         | Matt Hubbard                   | Beth McCarthy      | 11 januari 2007  |  |
| Liz vindt Jenna's nieuwe film maar niets, waardoor de twee ruzie krijgen. Tracy probeert zijn schulden te vereffenen. |                         |                                |                    |                  |  |
| 11 (1-11) | The Head and the Hair   | Tina Fey & John Riggi          | Gail Mancuso       | 18 januari 2007  |  |
| Liz en Jenna worden verleid door twee mannen. Jack en Kenneth wisselen van baan. Tracy wil dat Frank en Toofer zijn biografie schrijven. |                         |                                |                    |                  |  |
| 12 (1-12) | Black Tie               | Kay Cannon & Tina Fey          | Don Scardino       | 1 februari 2007  |  |
| Liz gaat met Jack naar een verjaardagsfeestje voor een prins en ontmoet zijn ex-vrouw. Tracy probeert Peter te overtuigen om een slippertje te begaan; Kenneth probeert het juist te verhinderen. |                         |                                |                    |                  |  |
| 13 (1-13) | Up All Night            | Tina Fey                       | Michael Engler     | 8 februari 2007  |  |
| Op Valentijn krijgt Liz bloemen van een geheime bewonderaar. Jack probeert zijn scheiding van zijn vrouw af te ronden en Tracy brengt de avond door met zijn vrouw. |                         |                                |                    |                  |  |
| 14 (1-14) | The C Word              | Tina Fey                       | Adam Bernstein     | 15 februari 2007 |  |
| Liz doet een extra inspanning wanneer haar collega's klagen over haar werkritme. Jack neemt Tracy mee voor een spelletje golf, in de hoop zo in contact te komen met Don Geiss, de CEO van General Electric. |                         |                                |                    |                  |  |
| 15 (1-15) | Hard Ball (Negotiation) | Matt Hubbard                   | Don Scardino       | 22 februari 2007 |  |
| Josh' contract moet opnieuw onderhandeld worden. Jack wil besparen en zijn contract niet vernieuwen, terwijl Liz hem probeert te overtuigen het wel te doen en ervoor moet zorgen dat Josh niet aan de slag gaat bij een rivaliserende show.                                                                         |                         |                                |                    |                  |  |
| 16 (1-16) | The Source Awards       | Robert Carlock & Daisy Gardner | Don Scardino       | 1 maart 2007     |  |
| Jack probeert via een list zijn goedkope champagne te dumpen bij een rijke producer. Tracy wordt gevraagd om de Source Awards te presenteren. |                         |                                |                    |                  |  |
| 17 (1-17) | The Fighting Irish      | Jack Burditt                   | Dennie Gordon      | 8 maart 2007     |  |
| Jack krijgt bezoek van zijn broer Eddie (Nathan Lane) en hoort dat zijn vader overleden is. Jack vertrouwt zijn broer echter niet. Liz moet van Jack iemand ontslaan. |                         |                                |                    |                  |  |
| 18 (1-18) | Fireworks               | Dave Finkel & Brett Baer       | Beth McCarthy      | 5 april 2007     |  |
| Jack voelt zich bedreigd door Devon Banks, en vraagt aan Kenneth (op wie Devon een oogje heeft) om hem te helpen. |                         |                                |                    |                  |  |
| 19 (1-19) | Corporate Crush         | John Riggi                     | Don Scardino       | 12 april 2007    |  |
| Liz heeft eindelijk een nieuwe man in haar leven: Floyd (Jason Sudeikis). Ze doet haar best om de relatie te laten slagen. Jack verleidt Phoebe en Tracy probeert Don Geiss te overtuigen van zijn filmplannen. |                         |                                |                    |                  |  |
| 20 (1-20) | Cleveland               | Jack Burditt & Robert Carlock  | Paul Feig          | 19 april 2007    |  |
| Floyd wil verhuizen en vraagt aan Liz om met hem mee te gaan. Jack bereidt zijn huwelijk met Phoebe voor. |                         |                                |                    |                  |  |
| 21 (1-21) | Hiatus                  | Tina Fey                       | Don Scardino       | 26 april 2007    |  |
| Liz probeert haar lange afstandsrelatie met Floyd een kans te geven. Ondertussen is ze ook op zoek naar Tracy, die zich ondertussen verstopt bij Kenneths familie. Jack krijgt opnieuw bezoek van zijn moeder. |                         |                                |                    |                  |  |

## Seizoen 2 (2007-2008)
| Nr. | Titel                 | Schrijver(s)                   | Regisseur             | Uitzenddatum     |  |
| --- | --------------------- | ------------------------------ | --------------------- | ---------------- |  |
| 22 (2-01) | SeinfeldVision        | Tina Fey                       | Don Scardino          | 4 oktober 2007   |  |
| Jack wil Jerry Seinfeld in elke NBC show digitaal laten optreden. Tracy wordt buitengegooid door zijn vrouw, waardoor hij Kenneth promoot tot "kantoorvrouw".                                                                                               |                       |                                |                       |                  |  |
| 23 (2-02) | Jack Gets in the Game | Robert Carlock                 | Michael Engler        | 11 oktober 2007  |  |
| Jack hoort dat Don Geiss misschien op pensioen gaat en gaat met Devon Banks de concurrentie aan om Dons job te krijgen. Kenneth probeert Tracy en zijn vrouw te verzoenen.                                                                                  |                       |                                |                       |                  |  |
| 24 (2-03) | The Collection        | Matt Hubbard                   | Don Scardino          | 18 oktober 2007  |  |
| Jack huurt een privé detective in om zijn eigen verleden uit te spitten. Angie (Tracy's vrouw) wil niet van Tracy's zijde wijken en Jenna wil haar gewicht niet verliezen.                                                                                  |                       |                                |                       |                  |  |
| 25 (2-04) | Rosemary's Baby       | Jack Burditt                   | Michael Engler        | 25 oktober 2007  |  |
| Liz ontmoet haar jeugdidool Rosemary Howard (Carrie Fisher), maar is teleurgesteld wanneer blijkt dat Rosemary nog altijd vasthoudt aan het verleden. Jack helpt Tracy met zijn therapie.                                                                   |                       |                                |                       |                  |  |
| 26 (2-05) | Greenzo               | Jon Pollack                    | Don Scardino          | 8 november 2007  |  |
| Jack introduceert Greenzo (David Schwimmer), de nieuwe 'groene' mascotte van NBC. Kenneth organiseert een party op zijn appartementje, maar niemand wil komen.                                                                                              |                       |                                |                       |                  |  |
| 27 (2-06) | Somebody to Love      | Tina Fey & Kay Cannon          | Beth McCarthy         | 15 november 2007 |  |
| Jack wordt verliefd op Celeste Cunningham, een parlementslid voor de Democraten. Liz verdenkt haar buurman ervan een terrorist te zijn. |                       |                                |                       |                  |  |
| 28 (2-07) | Cougars               | John Riggi                     | Michael Engler        | 29 november 2007 |  |
| Liz gaat uit met de 20 jaar oude Jamie (Val Emmich). Tracy wordt de coach van een baseball team, maar Jack komt zich moeien en vervangt Tracy door Kenneth, tot ongenoegen van de spelers.                                                                  |                       |                                |                       |                  |  |
| 29 (2-08) | Secrets and Lies      | Ron Weiner                     | Michael Engler        | 6 december 2007  |  |
| Jack wil zijn relatie met Celeste nog wat geheim houden, maar zij niet. Liz moet ondertussen de vrede tussen Jenna en Tracy proberen te bewaren. |                       |                                |                       |                  |  |
| 30 (2-09) | Ludachristmas         | Tami Sagher                    | Don Scardino          | 13 december 2007 |  |
| Het is tijd voor het jaarlijkse TGS kerstfeestje. Tracy is boos omdat hij niet kan meedoen (hij mag geen alcohol drinken van de rechter). Liz krijgt bezoek van haar ouders en haar broer- net als Jack, die zijn moeder mag verwelkomen.                   |                       |                                |                       |                  |  |
| 31 (2-10) | Episode 210           | Robert Carlock & Donald Glover | Richard Shepard       | 10 januari 2008  |  |
| Jack ontmoet een Duitse collega, die zijn netwerk wil opkopen. Jack motiveert Liz tot de aankoop van een appartement. Tracy koopt een koffiemachine voor zijn collega's, die hij op Kenneths bureau plaatst. Daardoor geraakt Kenneth verslaafd aan koffie. |                       |                                |                       |                  |  |
| 32 (2-11) | MILF Island           | Tina Fey & Matt Hubbard        | Kevin Rodney Sullivan | 10 april 2008    |  |
| Iemand van de show vertelt aan The New York Post dat Jack een idioot is. Jack wil dat de dader zich kenbaar maakt. |                       |                                |                       |                  |  |
| 33 (2-12) | Subway Hero           | Jack Burditt & Robert Carlock  | Don Scardino          | 17 april 2008    |  |
| Dennis Duffy wordt ineens beroemd en Jack wil hem voor een gastoptreden in TGS. Dennis probeert Liz terug voor zich te winnen. Jack probeert Tracy te overtuigen het gezicht te worden in een advertentiecampagne voor de Republikeinse partij.             |                       |                                |                       |                  |  |
| 34 (2-13) | Succession            | Andrew Guest & John Riggi      | Gail Mancuso          | 24 april 2008    |  |
| Don Geiss benoemt Jack tot zijn opvolger, tot ergernis van Devon Banks. Jack besluit daarop Liz ook te promoten uit dankbaarheid. Liz probeert deze job nu te combineren met haar oude. Tracy besluit een pornografisch videospel te ontwikkelen.           |                       |                                |                       |                  |  |
| 35 (2-14) | Sandwich Day          | Robert Carlock & Jack Burditt  | Don Scardino          | 1 mei 2008       |  |
| Floyd contacteert Liz omdat hij op zoek is naar een slaapplaats. Jack wordt gedegradeerd en Liz gaat op zoek naar de persoon die haar boterhammen heeft opgegeten.                                                                                          |                       |                                |                       |                  |  |
| 36 (2-15) | Cooter                | Tina Fey                       | Don Scardino          | 8 mei 2008       |  |
| Jack gaat de politiek in. Hij roept hiervoor de hulp in van zijn ex-vriendin, Celeste. Liz denkt dat ze zwanger is en Kenneth probeert een baantje te bemachtigen op de Olympische Zomerspelen in Beijing.                                                  |                       |                                |                       |                  |  |

## Seizoen 3 (2008-2009)
| Nr. | Titel                                | Schrijver(s)                  | Regisseur          | Uitzenddatum     |  |
| --- | ------------------------------------ | ----------------------------- | ------------------ | ---------------- |  |
| 37 (3-01) | Do-Over                              | Tina Fey                      | Don Scardino       | 30 oktober 2008  |  |
| Liz wil een kind adopteren en krijgt in de aanloop hiernaartoe bezoek van Bev (Megan Mullally), die moet controleren of Liz wel een geschikte moeder zou zijn. Liz wil dat het bezoek vlekkeloos verloopt, maar dat is buiten haar collega's gerekend. Jack keert terug uit de politiek en probeert zijn oude baan weer vast te krijgen. Jenna en Tracy krijgen ruzie over haar bijdrage aan Tracy's computerspel.          |                                      |                               |                    |                  |  |
| 38 (3-02) | Believe in the Stars                 | Robert Carlock                | Don Scardino       | 6 november 2008  |  |
| Liz vliegt naar Chicago nadat ze is opgeroepen om in een jury te zitten. Door haar vliegangst en een grote hoeveelheid alcohol tijdens de vlucht, denkt ze dat ze naast Oprah Winfrey zit in het vliegtuig en vraagt 'haar hulp' om de ruzie tussen Jenna en Tracy op te lossen. |                                      |                               |                    |                  |  |
| 39 (3-03) | The One with the Cast of Night Court | Jack Burditt                  | Gail Mancuso       | 13 november 2008 |  |
| Liz & Jenna krijgen bezoek van Claire Harper (Jennifer Aniston), een vriendin uit Chicago. Claire wordt al snel geobsedeerd door Jack, maar Jack wil niet luisteren naar de goede raad die Liz hem geeft over Claire. Kenneth is ongelukkig met zijn nieuw uniform. Tracy probeert hem er weer bovenop te helpen. |                                      |                               |                    |                  |  |
| 40 (3-04) | Gavin Volure                         | John Riggi                    | Gail Mancuso       | 20 november 2008 |  |
| Jack stelt Liz voor aan Gavin Volure (Steve Martin). Die ziet wel meer in Liz (en vice versa), totdat blijkt dat Gavin helemaal niet zo rijk is als hij zich voordoet. Tracy denkt ondertussen dat zijn kinderen hem willen vermoorden. |                                      |                               |                    |                  |  |
| 41 (3-05) | Reunion                              | Matt Hubbard                  | Beth McCarthy      | 4 december 2008  |  |
| Liz gaat naar een klasreünie onder impuls van Jack. Ondertussen ontwaakt Don Geiss uit zijn coma en vertelt aan Jack dat hijzelf voorlopig aanblijft als CEO. |                                      |                               |                    |                  |  |
| 42 (3-06) | Christmas Special                    | Kay Cannon & Tina Fey         | Don Scardino       | 11 december 2008 |  |
| Liz besluit om de kerstdagen door te brengen met de minderbedeelden, nadat ze door haar eigen ouders gedumpt wordt voor de feestdagen. Jack krijgt bezoek van zijn moeder en werkt zijn frustratie uit op zijn personeel. |                                      |                               |                    |                  |  |
| 43 (3-07) | Señor Macho Solo                     | Ron Weiner                    | Beth McCarthy      | 8 januari 2009   |  |
| Jenna is bezorgd om haar vriendin wanneer Liz uitgaat met een dwerg. Jack helpt Tracy en valt voor Elisa (Salma Hayek), de verpleegster van zijn moeder. Jenna hoort dat Jack een film maakt over het leven van Janis Joplin en doet auditie voor de hoofdrol. |                                      |                               |                    |                  |  |
| 44 (3-08) | Flu Shot                             | Jon Pollack                   | Don Scardino       | 15 januari 2009  |  |
| Er heerst een griepepidemie en Jack stelt voor aan Liz om haar ook in te enten tegen het virus. Maar Liz wil niet alleen ingeënt worden, het hele team moet het vaccin krijgen. Maar daar is geen geld voor dus weigert Liz het aanbod van Jack. Maar als haar afgelaste reis ineens toch doorgaat, neemt ze stiekem toch het vaccin. Jack zoekt ondertussen ook allerlei manieren om tijd met Elisa te kunnen doorbrengen. |                                      |                               |                    |                  |  |
| 45 (3-09) | Retreat to Move Forward              | Tami Sagher                   | Steve Buscemi      | 22 januari 2009  |  |
| Liz moet van Jack mee op bedrijfsuitstap. Frank helpt Jenna met de voorbereiding voor haar rol in de film over Janis Joplin. Kenneth probeert Tracy af te leiden nadat hij slecht nieuws te horen krijgt. |                                      |                               |                    |                  |  |
| 46 (3-10) | Generalissimo                        | Robert Carlock                | Todd Holland       | 5 februari 2009  |  |
| Liz ontdekt dat ze een nieuwe, knappe buurman heeft en zou graag met hem uitgaan. Elisas grootmoeder kan Jack niet uitstaan omdat hij als twee druppels water lijkt op een schurk uit een soapserie. Hij probeert haar voor zich winnen en Tracy wordt mee uitgevraagd door de nieuwe stagiairs. |                                      |                               |                    |                  |  |
| 47 (3-11) | St. Valentine's Day                  | Jack Burditt & Tina Fey       | Don Scardino       | 12 februari 2009 |  |
| Liz wil absoluut uitgaan met Drew, maar ze beseft te laat dat hun eerste afspraakje plaatsheeft op Valentijnsdag. Jack brengt die dag door met Elisa in de kerk. Tracy helpt Kenneth, die de aandacht probeert te trekken van een nieuw crewlid. |                                      |                               |                    |                  |  |
| 48 (3-12) | Larry King                           | Matt Hubbard                  | Constantine Makris | 26 februari 2009 |  |
| Jack wil een nieuwe stap zetten in zijn relatie met Elisa, maar neemt er enkele te veel. Tracy zorgt voor paniek in New York na een optreden bij Larry King Live. Liz verliest haar mobiele telefoon in een taxi en gaat met Kenneth op pad door Queens om hem terug te krijgen. |                                      |                               |                    |                  |  |
| 49 (3-13) | Goodbye, My Friend                   | Ron Weiner                    | John Riggi         | 5 maart 2009     |  |
| Liz probeert de baby van een tienermoeder te adopteren. Jenna vertelt dat ze verjaart en het team besluit om een feestje voor haar en Tracy te organiseren. Frank gaat op stap met Jack en vertelt hem over zijn problemen met zijn vader. |                                      |                               |                    |                  |  |
| 50 (3-14) | The Funcooker                        | Donald Glover & Tom Ceraulo   | Ken Whittingham    | 12 maart 2009    |  |
| Liz moet Jack en de crew onbeheerd achterlaten wanneer ze wordt opgeroepen om in een jury te zitten. |                                      |                               |                    |                  |  |
| 51 (3-15) | The Bubble                           | Tina Fey                      | Tricia Brock       | 19 maart 2009    |  |
| Liz leert al snel dat Drews charme hem al veel voordelen heeft opgeleverd. Jack probeert Tracys contract te heronderhandelen en Jenna probeert een nieuw kapsel om de aandacht van het publiek te trekken. |                                      |                               |                    |                  |  |
| 52 (3-16) | Apollo, Apollo                       | Robert Carlock                | Millicent Shelton  | 26 maart 2009    |  |
| Op zijn 50ste verjaardag probeert Jack enkele van zijn jeugdherinneringen te herbeleven. Dennis Duffy keert terug om iets te bekennen aan Liz en Jenna- iets waardoor de twee ruzie krijgen. Kenneth en Pete proberen Tracy te helpen zijn jeugddroom te verwezenlijken. |                                      |                               |                    |                  |  |
| 53 (3-17) | Cutbacks                             | Matt Hubbard                  | Gail Mancuso       | 9 april 2009     |  |
| De hele crew viert de 50ste uitzending van TGS. Maar die opwinding is van korte duur wanneer Jack aankondigt dat er besparingen aankomen. Tracy en Jenna zijn ondertussen overtuigd dat Kenneth een duister geheim heeft. |                                      |                               |                    |                  |  |
| 54 (3-18) | Jackie Jormp-Jomp                    | Kay Cannon & Tracey Wigfield  | Don Scardino       | 16 april 2009    |  |
| Liz is voor een korte tijd geschorst en mist haar programma en de bijhorende stress heel hard. Jack werkt samen met Jenna aan de promotie van haar Janis Joplin film. |                                      |                               |                    |                  |  |
| 55 (3-19) | The Ones                             | Jack Burditt                  | Beth McCarthy      | 23 april 2009    |  |
| Jack gaat met Liz op zoek naar een verlovingsring voor Elisa. Tracy vraagt relatieadvies aan Jack. Elisa vertelt Liz een geheimpje en een grap loopt volledig uit de hand op de set van TGS. |                                      |                               |                    |                  |  |
| 56 (3-20) | The Natural Order                    | John Riggi & Tina Fey         | Scott Ellis        | 30 april 2009    |  |
| Liz berispt Tracy waar de hele TGS ploeg bijstaat. Tracy vraagt dan aan Liz om hem geen voorkeursbehandeling meer te geven, maar hij vindt ook dat Liz er iets voor moet terugdoen. Jack heeft enkele onaangename herinneringen aan zijn vader na een bezoek van zijn moeder en Jenna adopteert een baby aapje. |                                      |                               |                    |                  |  |
| 57 (3-21) | Mamma Mia                            | Ron Weiner                    | Don Scardino       | 7 mei 2009       |  |
| Liz & Tracy moedigen Jack aan om naar zijn natuurlijke vader op zoek te gaan. Tracy ontmoet zijn buitenechtelijke zoon, maar Liz en Pete twijfelen aan de motieven van de man. Jenna steelt een idee van Liz. |                                      |                               |                    |                  |  |
| 58 (3-22) | Kidney Now!                          | Robert Carlock & Jack Burditt | Don Scardino       | 14 mei 2009      |  |
| Jack probeert een relatie op te bouwen met zijn biologische vader, maar diens gezondheid gaat snel achteruit. Liz werpt zich (na een optreden in een talkshow) op als een experte in relaties, ondanks het feit dat al haar relaties mislukken. Tracy wordt uitgenodigd als gastspreker op zijn oude school en Kenneth helpt Tracy met enkele trauma's uit zijn jeugd.                                                      |                                      |                               |                    |                  |  |

## Seizoen 4 (2009-2010)
| Nr. | Titel                           | Schrijver(s)                           | Regisseur            | Uitzenddatum     |  |
| --- | ------------------------------- | -------------------------------------- | -------------------- | ---------------- |  |
| 59 (4-01) | Season 4                        | Tina Fey                               | Don Scardino         | 15 oktober 2009  |  |
| Jack vertelt aan Liz, Tracy en Jenna dat "TGS" meer voeling moet krijgen met zijn publiek. Iedereen doet zijn duit in het zakje: Jenna meet haarzelf een nieuwe look aan en Tracy probeert met 'de gewone man in de straat' in contact te komen. Ondertussen gaan Liz en Pete (onder impuls van Jack) op zoek naar nieuw talent en Kenneth gaat in staking nadat hij Jacks loonbriefje in handen krijgt. |                                 |                                        |                      |                  |  |
| 60 (4-02) | Into the Crevasse               | Robert Carlock                         | Beth McCarthy Miller | 22 oktober 2009  |  |
| Devon keert terug en wil wraak nemen op Jack- die zijn job en bedrijf probeert veilig te stellen. Jenna en Tracy zijn boos op Liz en zijn vastbesloten haar leven tot een hel te maken. Liz probeert terug controle te krijgen over haar leven. Kenneth gaat werken als vrijwilliger in een dierenasiel.                                                                                                 |                                 |                                        |                      |                  |  |
| 61 (4-03) | Stone Mountain                  | John Riggi                             | Don Scardino         | 29 oktober 2009  |  |
| Liz en Jack gaan op zoek naar talent in Kenneths geboortedorp. Jenna probeert zich in een goed daglicht te zetten bij de schrijvers van de show, vooraleer Liz en Jack met nieuw talent komen aandraven. Tracy heeft ondertussen angst dat hij als volgende zal sterven nu er twee andere bekende personen zijn gestorven.                                                                               |                                 |                                        |                      |                  |  |
| 62 (4-04) | Audition Day                    | Matt Hubbard                           | Beth McCarthy Miller | 5 november 2009  |  |
| Terwijl Liz en Pete audities organiseren, proberen Tracy en Jenna hun eigen audities te organiseren. Ondertussen heeft Jack persoonlijke problemen. |                                 |                                        |                      |                  |  |
| 63 (4-05) | The Problem Solvers             | Ron Weiner                             | John Riggi           | 12 november 2009 |  |
| Een nieuwe acteur gaat aan de slag bij TGS, en na wat observatie komen Tracy en Jenna tot de conclusie dat die persoon weinig sterallures heeft. Daardoor komt hun relatie met Kenneth in een heel ander daglicht te staan. Ondertussen biedt Jack Liz haar eigen talkshow aan, maar Jenna kan haar overtuigen om ook haar andere opties te bekijken voor ze 'ja' zegt tegen Jack.                       |                                 |                                        |                      |                  |  |
| 64 (4-06) | Sun Tea                         | Josh Siegal & Dylan Morgan             | Gail Mancuso         | 19 november 2009 |  |
| Liz wordt uit haar woning gejaagd omdat er werken bezig zijn aan het gebouw. Jack en Tracy herbekijken hun plannen om vader te worden en Kenneth bekijkt hoe hij de show ecologischer kan maken tijdens NBC's groene week. |                                 |                                        |                      |                  |  |
| 65 (4-07) | Dealbreakers Talk Show #0001    | Kay Cannon                             | Don Scardino         | 3 december 2009  |  |
| Liz begint aan de productie van haar nieuwe talkshow "Dealbreakers" en ervaart eigenhandig hoe het is om voor de camera te staan. Jack probeert de show tot een succes te maken, maar voelt de hete adem van Devon in zijn nek. Ondertussen probeert Tracy aan zijn vrouw duidelijk te maken dat hij haar graag ziet en iedereen probeert hem daarbij te helpen.                                         |                                 |                                        |                      |                  |  |
| 66 (4-08) | Secret Santa                    | Tina Fey                               | Beth McCarthy Miller | 10 december 2009 |  |
| Jack wordt lid van een sociale netwerksite en komt een oude schoolliefde tegen. Kenneth probeert iedereen te motiveren om cadeautjes te kopen voor elkaar, maar krijgt tegenkanting van alle medewerkers. Ondertussen probeert Liz een cadeautje te kopen voor Jack en is Jenna verbouwereerd dat ze haar solozang op kerstavond moet delen met iemand anders.                                           |                                 |                                        |                      |                  |  |
| 67 (4-09) | Klaus and Greta                 | Robert Carlock                         | Gail Mancuso         | 14 januari 2010  |  |
| Na een wild nieuwjaarsfeestje probeert Jack een boodschap aan zijn ex te wissen van haar antwoordapparaat. Ondertussen probeert Jenna een relatie op te bouwen met acteur James Franco om zo haar geheim verborgen te houden. Liz krijgt familie op bezoek en Tracy krijgt ineens veel respect voor vrouwen.                                                                                             |                                 |                                        |                      |                  |  |
| 68 (4-10) | Black Light Attack!             | Steve Hely                             | Don Scardino         | 14 januari 2010  |  |
| Liz en Danny's relatie wordt alsmaar intenser en dat is zeer tegen de zin van Jack, die er ook alles aan wil doen de twee uiteen te drijven. Ondertussen huurt Tracy Sue (Sue Galloway) in en Jenna doet auditie voor een rol in Gossip Girl. |                                 |                                        |                      |                  |  |
| 69 (4-11) | Winter Madness                  | Vali Chandrasekaran & Tom Ceraulo      | Beth McCarthy Miller | 21 januari 2010  |  |
| Liz wil met de hele ploeg een uitstapje maken, maar dat gaat niet zoals gepland, waardoor Liz nu alle schuld krijgt van het hele team. |                                 |                                        |                      |                  |  |
| 70 (4-12) | Verna                           | Ron Weiner                             | Don Scardino         | 4 februari 2010  |  |
| Liz en Frank gaan samenwonen en sluiten een pakt met hem om samen hun 'slechte gewoontes' af te leren. Ondertussen zoekt Jenna steun bij Jack wanneer haar moeder Verna op bezoek komt. |                                 |                                        |                      |                  |  |
| 71 (4-13) | Anna Howard Shaw Day            | Matt Hubbard                           | Ken Whittingham      | 11 februari 2010 |  |
| Om zich minder eenzaam te voelen op Valentijnsdag gaat Liz naar de tandarts, maar dat heeft enkele nare gevolgen. Ondertussen heeft Jack een afspraakje met een nieuwspresentatrice en is Jenna boos omdat haar stalker haar minder lastigvalt. |                                 |                                        |                      |                  |  |
| 72 (4-14) | Future Husband                  | Tracey Wigfield & Jon Haller           | Don Scardino         | 11 maart 2010    |  |
| Jack geraakt in paniek wanneer Avery (Elizabeth Banks) hem komt vertellen dat NBC misschien verkocht wordt. Liz gaat op zoek naar een man die ze is tegengekomen in de wachtkamer van de tandarts en Jenna moet Tracy helpen een Tony Award te halen. |                                 |                                        |                      |                  |  |
| 73 (4-15) | Don Geiss, America and Hope     | Jack Burditt & Tracey Wigfield         | Stephen Lee Davis    | 18 maart 2010    |  |
| Liz blijft Wesley (Michael Sheen) tegen het lijf lopen en vraagt zich af of dat toeval is. Tracy komt in de problemen wanneer zijn oude kinderoppas een boek schrijft over zijn huishouden en Jack probeert zijn positie als leider te handhaven nu NBC verkocht is aan een kabelmaatschappij. |                                 |                                        |                      |                  |  |
| 74 (4-16) | Floyd                           | Paula Pell                             | Millicent Shelton    | 25 maart 2010    |  |
| Liz loopt haar ex-lief Floyd (Jason Sudeikis) tegen het lijf, en hij heeft groot nieuws. Jack leert Danny (Cheyenne Jackson) hoe hij een grap moet uithalen nadat hij door de TGS schrijvers wordt beetgenomen. Jenna en Tracy zien Kenneth opeens in een heel ander daglicht nadat ze verhalen uit zijn jeugd gehoord hebben.                                                                           |                                 |                                        |                      |                  |  |
| 75 (4-17) | Lee Marvin vs. Derek Jeter      | Kay Cannon & Tina Fey                  | Don Scardino         | 22 april 2010    |  |
| ... |                                 |                                        |                      |                  |  |
| 76 (4-18) | Khonani                         | Vali Chandrasekaran                    | Beth McCarthy Miller | 22 april 2010    |  |
| ... |                                 |                                        |                      |                  |  |
| 77 (4-19) | Argus                           | Josh Siegal, Dylan Morgan & Paula Pell | Jeff Richmond        | 29 april 2010    |  |
| ... |                                 |                                        |                      |                  |  |
| 78 (4-20) | The Moms                        | Kay Cannon & Robert Carlock            | John Riggi           | 6 mei 2010       |  |
| ... |                                 |                                        |                      |                  |  |
| 79 (4-21) | Emanuelle Goes to Dinosaur Land | Matt Hubbard                           | Beth McCarthy Miller | 13 mei 2010      |  |
| ... |                                 |                                        |                      |                  |  |
| 80 (4-22) | I Do Do                         | Tina Fey                               | Don Scardino         | 20 mei 2010      |  |
| ... |                                 |                                        |                      |                  |  |

## Seizoen 5 (2010-2011)
| Nr.               | Titel                                | Schrijver(s)                            | Regisseur            | Uitzenddatum      |  |
| ----------------- | ------------------------------------ | --------------------------------------- | -------------------- | ----------------- |  |
| 81 (5-01)         | The Fabian Strategy                  | Tina Fey                                | Beth McCarthy-Miller | 23 september 2010 |  |
| ...               |                                      |                                         |                      |                   |  |
| 82 (5-02)         | When It Rains, It Pours              | Robert Carlock                          | Don Scardino         | 30 september 2010 |  |
| ...               |                                      |                                         |                      |                   |  |
| 83 (5-03)         | Let's Stay Together                  | Jack Burditt                            | John Riggi           | 7 oktober 2010    |  |
| ...               |                                      |                                         |                      |                   |  |
| 84 (5-04)         | Live Show                            | Robert Carlock & Tina Fey               | Beth McCarthy-Miller | 14 oktober 2010   |  |
| ...               |                                      |                                         |                      |                   |  |
| 85 (5-05)         | Reaganing                            | Matt Hubbard                            | Todd Holland         | 21 oktober 2010   |  |
| ...               |                                      |                                         |                      |                   |  |
| 86 (5-06)         | Gentleman's Intermission             | John Riggi                              | Don Scardino         | 4 november 2010   |  |
| ...               |                                      |                                         |                      |                   |  |
| 87 (5-07)         | Brooklyn Without Limits              | Ron Weiner                              | Michael Engler       | 11 november 2010  |  |
| ...               |                                      |                                         |                      |                   |  |
| 88 (5-08)         | College                              | Josh Siegal & Dylan Morgan              | Don Scardino         | 18 november 2010  |  |
| ...               |                                      |                                         |                      |                   |  |
| 89 (5-09)         | Chain Reaction of Mental Anguish     | Kay Cannon                              | Ken Whittingham      | 2 december 2010   |  |
| ...               |                                      |                                         |                      |                   |  |
| 90 (5-10)         | Christmas Attack Zone                | Tracey Wigfield                         | John Riggi           | 9 december 2010   |  |
| ...               |                                      |                                         |                      |                   |  |
| 91 (5-11)         | Mrs. Donaghy                         | Jack Burditt                            | Tricia Brock         | 20 januari 2011   |  |
| ...               |                                      |                                         |                      |                   |  |
| 92 (5-12)         | Operation Righteous Cowboy Lightning | Robert Carlock                          | Beth McCarthy-Miller | 27 januari 2011   |  |
| ...               |                                      |                                         |                      |                   |  |
| 93 (5-13)         | ¡Qué Sorpresa!                       | Matt Hubbard                            | John Riggi           | 3 februari 2011   |  |
| ...               |                                      |                                         |                      |                   |  |
| 94 (5-14)         | Double-Edged Sword                   | Kay Cannon & Tom Ceraulo                | Don Scardino         | 10 februari 2011  |  |
| ...               |                                      |                                         |                      |                   |  |
| 95 (5-15)         | It's Never Too Late for Now          | Vali Chandrasekaran                     | John Riggi           | 17 februari 2011  |  |
| ...               |                                      |                                         |                      |                   |  |
| 96 (5-16)         | TGS Hates Women                      | Ron Weiner                              | Beth McCarthy-Miller | 24 februari 2011  |  |
| ...               |                                      |                                         |                      |                   |  |
| 97 (5-17)         | Queen of Jordan                      | Tracey Wigfield                         | Ken Whittingham      | 17 maart 2011     |  |
| ...               |                                      |                                         |                      |                   |  |
| 98 (5-18)         | Plan B                               | Josh Siegal & Dylan Morgan              | Jeff Richmond        | 24 maart 2011     |  |
| ...               |                                      |                                         |                      |                   |  |
| 99 (5-19)         | I Heart Connecticut                  | Vali Chandrasekaran & Jon Haller        | Stephen Lee Davis    | 14 april 2011     |  |
| ...               |                                      |                                         |                      |                   |  |
| 100/101 (5-20/21) | 100                                  | Jack Burditt, Robert Carlock & Tina Fey | Don Scardino         | 21 april 2011     |  |
| ...               |                                      |                                         |                      |                   |  |
| 102 (5-22)        | Everything Sunny All the Time Always | Kay Cannon & Matt Hubbard               | John Riggi           | 28 april 2011     |  |
| ...               |                                      |                                         |                      |                   |  |
| 103 (5-23)        | Respawn                              | Hannibal Buress & Ron Weiner            | Don Scardino         | 5 mei 2011        |  |
| ...               |                                      |                                         |                      |                   |  |

## Seizoen 6 (2012)
| Nr.               | Titel                                                 | Schrijver(s)                         | Regisseur            | Uitzenddatum     |  |
| ----------------- | ----------------------------------------------------- | ------------------------------------ | -------------------- | ---------------- |  |
| 104 (6-01)        | Dance Like Nobody's Watching                          | Tina Fey & Tracey Wigfield           | John Riggi           | 12 januari 2012  |  |
| ...               |                                                       |                                      |                      |                  |  |
| 105 (6-02)        | Idiots Are People Two!                                | Robert Carlock                       | Beth McCarthy-Miller | 19 januari 2012  |  |
| ...               |                                                       |                                      |                      |                  |  |
| 106 (6-03)        | Idiots Are People Three!                              | Robert Carlock                       | Beth McCarthy-Miller | 26 januari 2012  |  |
| ...               |                                                       |                                      |                      |                  |  |
| 107 (6-04)        | The Ballad of Kenneth Parcell                         | Matt Hubbard                         | Jeff Richmond        | 26 januari 2012  |  |
| ...               |                                                       |                                      |                      |                  |  |
| 108 (6-05)        | Today You Are a Man                                   | Ron Weiner                           | Jeff Richmond        | 2 februari 2012  |  |
| ...               |                                                       |                                      |                      |                  |  |
| 109/110 (6-06/07) | Hey, Baby, What's Wrong                               | Kay Cannon                           | Michael Engler       | 9 februari 2012  |  |
| ...               |                                                       |                                      |                      |                  |  |
| 111 (6-08)        | The Tuxedo Begins                                     | Josh Siegal & Dylan Morgan           | John Riggi           | 16 februari 2012 |  |
| ...               |                                                       |                                      |                      |                  |  |
| 112 (6-09)        | Leap Day                                              | Luke Del Tredici                     | Steve Buscemi        | 23 februari 2012 |  |
| ...               |                                                       |                                      |                      |                  |  |
| 113 (6-10)        | Alexis Goodlooking and the Case of the Missing Whisky | John Riggi                           | Michael Slovis       | 1 maart 2012     |  |
| ...               |                                                       |                                      |                      |                  |  |
| 114 (6-11)        | Standards and Practices                               | Vali Chandrasekaran                  | Beth McCarthy-Miller | 8 maart 2012     |  |
| ...               |                                                       |                                      |                      |                  |  |
| 115 (6-12)        | St. Patrick's Day                                     | Colleen McGuinness                   | John Riggi           | 15 maart 2012    |  |
| ...               |                                                       |                                      |                      |                  |  |
| 116 (6-13)        | Grandmentor                                           | Sam Means                            | Beth McCarthy-Miller | 22 maart 2012    |  |
| ...               |                                                       |                                      |                      |                  |  |
| 117 (6-14)        | Kidnapped by Danger                                   | Tina Fey                             | Claire Cowperthwaite | 22 maart 2012    |  |
| ...               |                                                       |                                      |                      |                  |  |
| 118 (6-15)        | The Shower Principle                                  | Tom Ceraulo                          | Stephen Lee Davis    | 29 maart 2012    |  |
| ...               |                                                       |                                      |                      |                  |  |
| 119 (6-16)        | Nothing Left to Lose                                  | Lauren Gurganous & Nina Pedrad       | John Riggi           | 5 april 2012     |  |
| ...               |                                                       |                                      |                      |                  |  |
| 120 (6-17)        | Meet the Woggels!                                     | Ron Weiner                           | Linda Mendoza        | 12 april 2012    |  |
| ...               |                                                       |                                      |                      |                  |  |
| 121 (6-18)        | Murphy Brown Lied to Us                               | Robert Carlock & Vali Chandrasekaran | John Riggi           | 19 april 2012    |  |
| ...               |                                                       |                                      |                      |                  |  |
| 122 (6-19)        | Live from Studio 6H                                   | Jack Burditt & Tina Fey              | Beth McCarthy Miller | 26 april 2012    |  |
| ...               |                                                       |                                      |                      |                  |  |
| 123 (6-20)        | Queen of Jordan 2: Mystery of the Phantom Pooper      | Luke Del Tredici & Tracey Wigfield   | Ken Whittingham      | 3 mei 2012       |  |
| ...               |                                                       |                                      |                      |                  |  |
| 124 (6-21)        | The Return of Avery Jessup                            | Josh Siegal & Dylan Morgan           | John Riggi           | 10 mei 2012      |  |
| ...               |                                                       |                                      |                      |                  |  |
| 125 (6-22)        | What Will Happen to the Gang Next Year?               | Matt Hubbard                         | Michael Engler       | 17 mei 2012      |  |
| ...               |                                                       |                                      |                      |                  |  |

## Seizoen 7 (2012)
Niet beschikbaar.